# Irina Pozdnjakova
Irina Valentinovna Pozdnjakova (in russo Ирина Валентиновна Позднякова?; Mosca, 29 aprile 1953) è un'ex nuotatrice sovietica.

## Biografia
Allenata da Igor' Kistjakovskij, nel 1966, all'età di 13 anni, riuscì a battere il record dei 200 m rana (2'43"00). Nello stesso anno vinse la medaglia d'argento ai campionati europei di nuoto del 1966 di Utrecht. Nel 1967 vinse due medaglie d'oro alla prima edizione dei Campionati europei giovanili di nuoto di Linköping (Svezia) nella rana 100 e 200 metri.

### Vita privata
Ha sposato il connazionale pallavolista Vjačeslav Zajcev, da cui ha avuto due figli: Anna (nata nel 1975) e Ivan Zaytsev, anch'egli pallavolista che gioca nella nazionale italiana maschile. Entrambi i figli hanno acquisito la cittadinanza italiana: Ivan è nato nel 1988 a Spoleto, dove il padre ha giocato per alcuni anni, e ha ottenuto la cittadinanza italiana nel 2008, mentre Anna si è sposata con un italiano nel 1993.

## Palmares

### Competizioni internazionali
| Europei                  | 100 m ra   | 200 m ra       |
| Utrecht 1966 Paesi Bassi |            | Argento 2'41"9 |
| Europei giovanili        | 100 m ra   | 200 m ra       |
| Linköping 1967 Svezia    | Oro 1'19"4 | Oro 2'47"0     |

### Campionati sovietici
- 1965: medaglia d'oro nella staffetta 4x100 metri misti e medaglia d'argento nei 200 m rana
- 1968: medaglia d'argento nei 200 misti
- 1971: medaglia d'oro nei 100m rana

### Giochi dei popoli dell'URSS
- 1967: medaglia di bronzo nei 200m e 400m misti

### Giochi studenteschi
- 1967: medaglia d'oro